# مشروع البحر
مشروع البحر هي واحدة من ثلاث عمليات داعمة في قوة البحر 21. وهي تشمل مقرات البحرية وأوامر الأنظمة وكل قائد في جميع أنحاء البحرية الأمريكية في أهدافها المتمثلة في تحسين التنظيم وصقل المتطلبات وإعادة استثمار المدخرات لمساعدة البحرية على التحول. توفر العملية أيضًا وسيلة لفحص ممارسات الإنفاق للبحرية.
ستعمل العملية على تحسين الإنتاجية وتقديم عائد أعلى على الاستثمارات وتقليل أوقات الدورات. ستعمل كذلك على تعزيز ثقافة التحسين، وإنتاج منتجات أفضل، وتقديم هيكل القوة المناسب لمستقبل البحرية.
غالبًا ما تكمن فرص تحقيق وفورات كبيرة في التكلفة خارج حدود أي منظمة أو قيادة أو وحدة أو مكتب واحد. لهذا السبب، ستبحث المهمة عبر المنظمات لتحديد جميع الفرص. سيساعد هذا العرض في إنشاء الهياكل التنظيمية الأكثر كفاءة. سيمكن من مراجعة كل هيكل وعملية مع التركيز على اختراق الحدود والقضاء على التكرار وتقليل النفقات العامة.

## نسخة محفوظة5 يوليو 2007 atArchive.isروابط خارجية
https://seaenterprise.navy.mil نسخة محفوظة 5 يوليو 2007 at Archive.is